# Instrument dęty klawiszowy
Instrument dęty klawiszowy – instrument dęty, w którym powietrze tłoczone jest za pomocą miecha lub innego urządzenia sprężającego. Dopływem powietrza do poszczególnych części instrumentu steruje się przy pomocy klawiatury i tzw. mechanizmu rejestrowego (zobacz głos).
Do grupy instrumentów dętych klawiszowych należą m.in.: organy (z grupy aerofonów – piszczałki labialne i idiofonów – piszczałki stroikowe), oraz akordeon, bandoneon, fisharmonia, harmonijka klawiszowa i harmonijka ustna (z grupy idiofonów).